# لیگامان معلق پنیس
رباط معلق آلت مردی یا لیگامان آویزان پنیس (به انگلیسی: suspensory ligament of penis) به سمفیز زهار متصل است که آلت تناسلی را نزدیک استخوان شرمگاهی نگه می‌دارد و در هنگام نعوظ (راست شدن) از آن پشتیبانی می‌کند. این رباط (لیگامان) مستقیما به جسم غاری پنیس متصل نمی‌شود، اما همچنان ممکن است در اختلال نعوظ نقش داشته باشد. این لیگامان را می توان با جراحی در روشی به نام لیگامنتولیز، که یک فرم از بزرگ کردن پنیس است، دراز کرد. گرچه به دلیل افتادگی بهتر است انجام نشود.

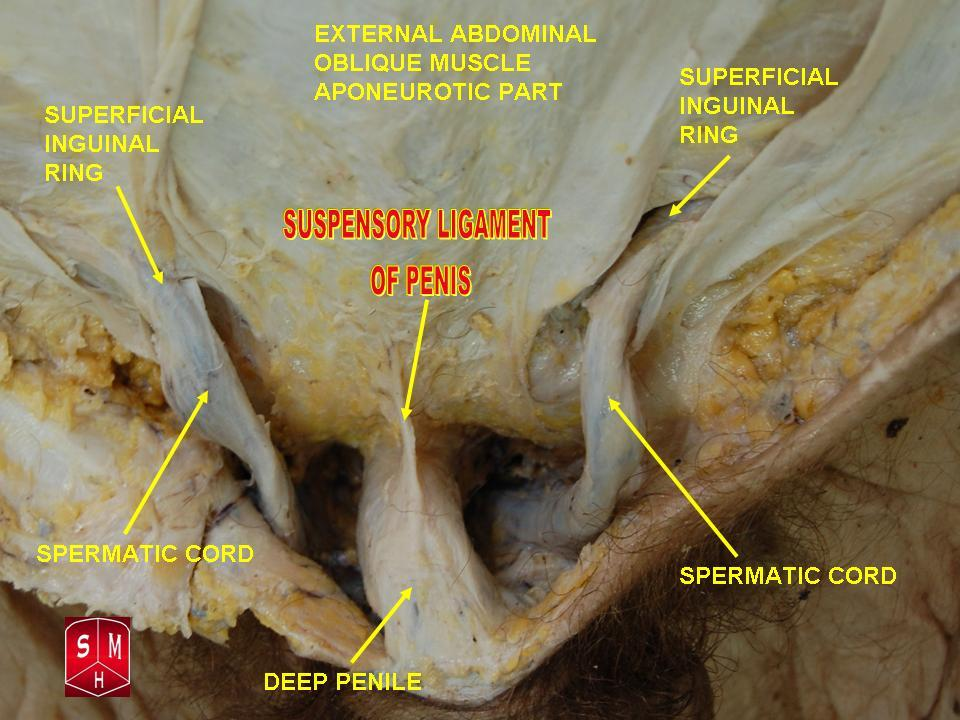
در این تصویر واقعی لیگامان معلق پنیس دیده می‌شود، آسیب به این بافت حساس، به ویژه هنگام سکس در پوزیشن سکسی که شریک جنسی روی مرد است یا در پوزیشن سکس استیل سگی، که ممکن است در آن‌ها پنیس یکباره بیش از اندازه به پایین کشیده شود، باعث مشکلاتی موقت تا دائمی برای پنیس می‌شود.